# Electrify America
Electrify America est un réseau de bornes de recharge rapide pour véhicules électriques aux États-Unis, avec plus de 788 emplacements de recharge et plus de 3 531 unités en 2022. Il s'agit d'une filiale de Volkswagen Group of America, créée fin 2016 par le constructeur automobile dans le cadre de ses efforts pour compenser les émissions à la suite du scandale des émissions de Volkswagen,,. En juin 2022, Electrify America a reçu son premier investisseur externe avec un investissement de 450 millions de dollars de Siemens pour une participation minoritaire, valorisant Electrify America à 2,45 milliards de dollars,.

## Histoire
En 2015, l'Agence de protection de l'environnement des États-Unis a accusé le groupe Volkswagen d'utiliser des dispositifs d'invalidation dans ses véhicules à moteur diesel afin de cacher aux régulateurs que les véhicules dépassaient les normes d'émissions. Le scandale a rapidement pris de l'ampleur, entraînant éventuellement des milliards de dollars de pénalités et des accords de rachat de véhicules, entre autres conséquences.
Dans le cadre d'un décret de consentement conclu avec des responsables américains en 2016, Volkswagen a accepté de nombreuses actions, avec US$2 milliards de dollars américains, pour promouvoir l'utilisation des véhicules électriques sur 10 ans afin d'expier la pollution atmosphérique supplémentaire qu'elle a causée. L'un des volets du programme consistait à s'engager à mettre en place un réseau public de recharge des véhicules électriques.
La marque Electrify America a été dévoilée en janvier 2017, ainsi que sa première phase de construction de stations. Sa première station a ouvert en mai 2018, à Chicopee, Massachusetts. En 2022, Siemens est devenu son premier investisseur externe avec une participation minoritaire et un siège au conseil d'administration.
Electrify America, ainsi que plusieurs autres sociétés de recharge aux États-Unis, ont commencé à susciter des critiques en 2022 pour un taux élevé de chargeurs publics non fonctionnels.

## Opérations

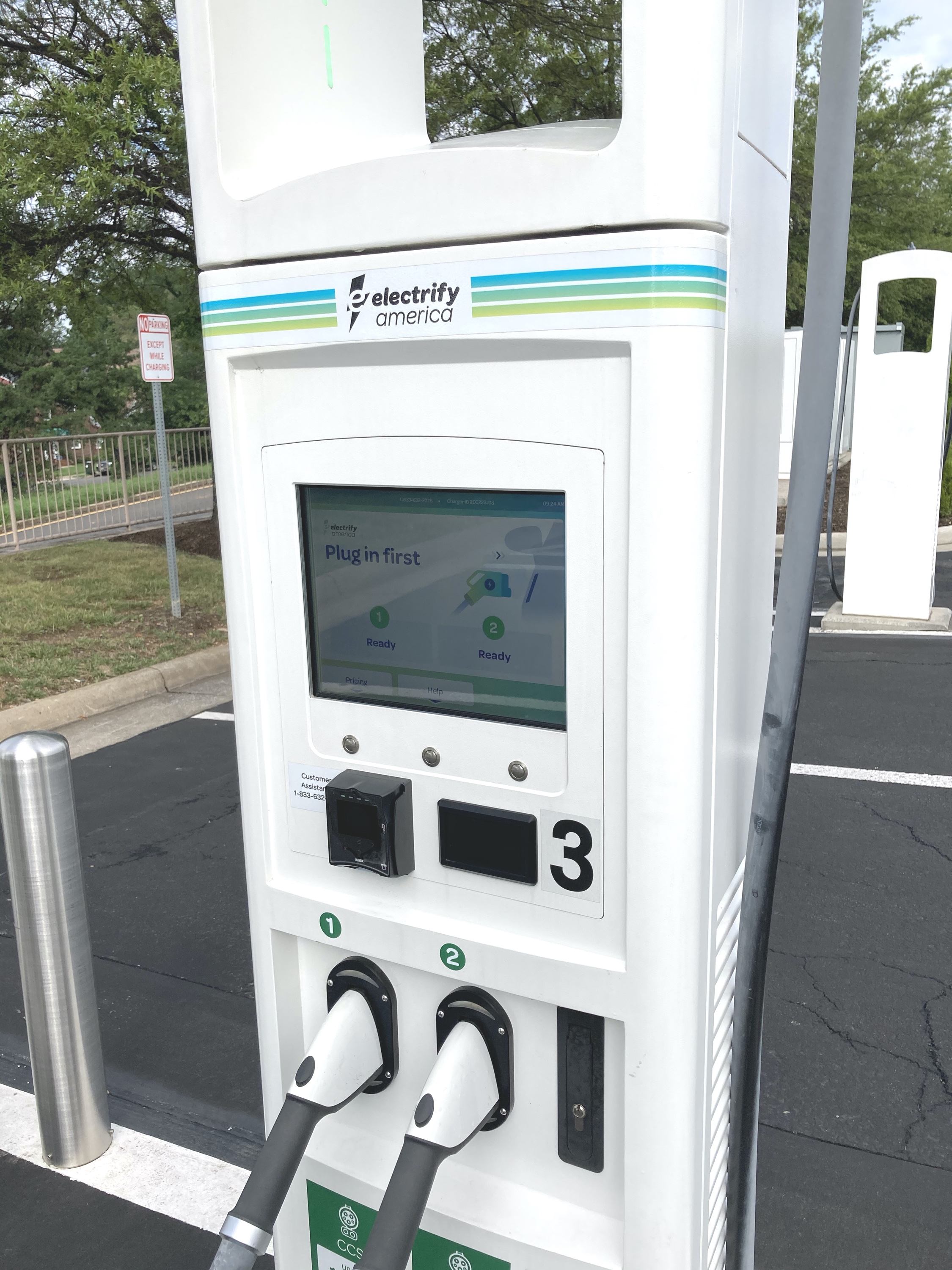
Une unité de charge Electrify America à Arlington, en Virginie

Les stations Electrify America sont souvent situées sur des parkings de grande surface et de centres commerciaux. La société a des accords multi-sites avec Walmart, Target et Simon Property Group, entre autres sociétés.
Les stations Electrify America sont conformes aux principales normes non propriétaires CCS, CHAdeMO et J1772, permettant à presque tous les véhicules électriques sur la route aujourd'hui de se brancher et de se recharger. Les véhicules Tesla aux États-Unis utilisent un connecteur propriétaire et nécessitent un adaptateur spécial qui leur permet d'utiliser le CCS ou le CHAdeMO standard. Les stations sont conçues pour fournir un minimum de 50 kilowatts et jusqu'à 350 kilowatts, bien que la puissance réelle dépende de plusieurs facteurs, notamment les capacités du véhicule.
Electrify America a actuellement des accords avec divers fabricants pour que leurs véhicules électriques utilisent son réseau de chargeurs ou offrent des tarifs de recharge réduits ou une recharge gratuite, notamment Volkswagen, Audi, Harley Davidson, Hyundai et Lucid Motors[réf. nécessaire].
À partir de 2020, Electrify America tarifie son électricité dans la plupart des États où elle opère en fonction de l'énergie distribuée, facturée au kilowattheure. Dans certains états,[Lequel ?] les utilisateurs sont facturés en fonction du temps de connexion de leur véhicule. Cela est généralement dû au fait que l'État n'autorise que les services publics d'électricité à facturer la quantité d'électricité utilisée par un client.
La société prévoyait d'installer ou de développer environ 800 stations avec environ 3 500 chargeurs rapides d'ici décembre 2021′[Passage à actualiser].
Electrify America construit également un réseau de chargeurs au Canada appelé Electrify Canada, et a ajouté une section commerciale en janvier 2021 ciblant les entreprises, les services publics et les agences gouvernementales.

## Charge
Les conducteurs peuvent trouver des stations via le site Web d'Electrify America, les applications pour smartphone ou via des réseaux tels que PlugShare. Ils peuvent payer l'électricité via les applications téléphoniques ou avec une carte de crédit sur les chargeurs. L'application mobile Electrify America permet aux utilisateurs de payer via leur téléphone et de bénéficier de tarifs réduits avec un abonnement Electrify America Pass+.
Depuis novembre 2020[Depuis quand ?], the network's chargers support Plug & Charge, a standard that enables an electric car to talk to the charger and handle authentication and billing.
Les chargeurs prennent en charge 50 kW, 150 kW et 350 kW,.

## Sources et références
1. ↑  « https://media.electrifyamerica.com/en-us/releases/190 » (consulté le 21 mars 2024)
2. ↑  « Electrify America locate charger statistics »
3. ↑  (en) « VW's Electrify America to install EV chargers at Walmart stores », Reuters,‎ 18 avril 2018 (lire en ligne, consulté le 18 janvier 2023)
4. ↑  Shepardson, « VW launches U.S. electric vehicle infrastructure unit », Yahoo Finance, Reuters, 7 février 2017 (consulté le 22 août 2018)
5. ↑  (en-US) « VW launches U.S. electric vehicle infrastructure unit », finance.yahoo.com (consulté le 10 avril 2020)
6. ↑  (en-US) Ben Dummett and William Boston, « WSJ News Exclusive | Volkswagen Nears Deal to Sell Stake in Electrify America to Siemens », sur WSJ (consulté le 18 janvier 2023)
7. ↑  (en) « Volkswagen and Siemens invest in Electrify America’s ambitious growth plans », sur Volkswagen Newsroom (consulté le 18 janvier 2023)
8. ↑  (en-US) « California's EV charging network could use a jolt, a trip down I-5 shows », sur Los Angeles Times, 22 septembre 2022 (consulté le 18 janvier 2023)
9. ↑  (en-US) « California's EV charging network could use a jolt, a trip down I-5 shows », Los Angeles Times, 22 septembre 2022 (consulté le 20 octobre 2022)
10. ↑  (en) « ELECTRIC VEHICLES: How Volkswagen turned from diesel pariah into electric gorilla », www.eenews.net (consulté le 10 avril 2020)
11. ↑  Hawkins, « Driving the 2021 Volkswagen ID 4, VW's first all-electric SUV », The Verge, 5 octobre 2020 (consulté le 5 octobre 2020)
12. ↑  Manthey, « Electrify America launches Electrify Commercial » [archive du 1er février 2021], electrive.com, 31 janvier 2021
13. ↑  (en) « Locate a Charger - Electrify America », Electrify America (consulté le 17 novembre 2020)
14. ↑  « Mobile App - Electrify America », Electrify America (consulté le 17 novembre 2020)
15. ↑  Gitlin, « Seamless car charging comes to Electrify America with Plug&Charge - Model Year 2021 EVs from Ford, Lucid, and Porsche will support the new standard. », Ars Technica, 16 novembre 2020 (consulté le 17 novembre 2020)
16. ↑  (en) « Locate a public EV charger », Electrify America (consulté le 1er décembre 2020)
17. ↑  « Electrify America installing 150/350 kW fast chargers at more than 100 Walmart locations », Green Car Congress (consulté le 1er décembre 2020)